# ルイス・ニーレンバーグ
ルイス・ニーレンバーグ（Louis Nirenberg、1925年2月28日 - 2020年1月26日）は、カナダ系のアメリカ合衆国の数学者であり、20世紀で最も傑出した数学者の一人として考えられている。名前は日本語で「ルイス・ニレンバーグ」とも綴られる。
ニーレンバーグは、線型・非線型偏微分方程式(PDEs)とその複素解析と幾何学に基礎的な貢献をした。その貢献には、ガリャルド・ニーレンバーグ補間不等式が含まれ、それは数学の多くの分野で現れる楕円型偏微分方程式の解法に重要なものである。
また、ジョン・ニーレンバーグ空間として知られる有界平均振動の定式化への貢献があり、それはマルチンゲールとして知られる弾性材料と運が左右するゲームの挙動を研究するために使用される。
他の業績には、2次元球面と曲率の埋め込みそれぞれに関連したヘルマン・ワイルとヘルマン・ミンコウスキーの長年の問題への解法が含まれる。多くの業績の中には、ジョセフ・J・コーンと共同で創始した擬微分作用素の理論、複素構造のニューランダー(Newlander)・ニーレンバーグ理論、消滅平均振動(Vanishing Mean Oscillation、略してVMO)、ギダス(Gidas)とニ(Ni)との共同によるPDEsの解の対称性がある。
ニーレンバーグのPDEsに対する業績は、ミレニアム問題であるナビエ–ストークス方程式の解の存在と滑らかさという流体力学の問題に対して、(2002年時点で)「なされた研究の中でほとんど最高」のものとして説明されてきた。

## 生涯
ニーレンバーグはハミルトン (オンタリオ州)に生まれ、バロンビン高等学校に入学した。マギル大学で学部生活を送り、1945年数学と物理学の双方で学士号を得た。1949年ニーレンバーグは、ニューヨーク大学のジェームズ・J・ストーカーの下、博士号を得た。その後、ニューヨーク大学のクーラント数理科学研究所で教授となった。2010年ブリティッシュコロンビア大学により、栄誉をたたえて(honoris causa)、理学博士号が贈られた。
ニーレンバーグは多数の栄誉と賞を受けている。ボッチャー記念賞(1959年)、ジェフェリー・ウィリアムズ賞(1987年)、スティール賞(1994年と2014年)、アメリカ国家科学賞(1995年)がその中に含まれ、そしてクラフォード賞(1982年、ウラジーミル・アーノルドと共同)とチャーン賞(2010年)の両方で、最初の受賞者となっている。2015年、ニーレンバーグは、ジョン・ナッシュと共同でアーベル賞を受賞した。また、アメリカ数学会のフェローだった。
2020年1月26日、ニーレンバーグは94歳で息を引き取ったと公表された。

## 著作物の一部
- Functional Analysis. Courant Institute 1961.
- Lectures on linear partial differential equations. In: Conference Board of the Mathematical Sciences of the AMS. American Mathematical Society, Providence (Rhode Island) 1973.
- Topics in Nonlinear Functional Analysis. Courant Institute 1974.
- Partial differential equations in the first half of the century, in Jean-Paul Pier Development of mathematics 1900–1950, Birkhäuser 1994
- Caffarelli, Luis; Kohn, Robert; Nirenberg, Louis (1982), “Partial regularity of suitable weak solutions of the navier-stokes equations”, Communications on Pure and Applied Mathematics 35 (6):  771–831, doi:10.1002/cpa.3160350604